# 吉川斌
吉川 斌（よしかわ あきら、1936年 - ）は、日本のテレビプロデューサー。
日本テレビに在籍し、同局にて1970年代までに多くのテレビドラマを、1970年代後半はすべてのテレビアニメを企画・プロデュースした。

## 特色・人物
テレビドラマでは、石立鉄男主演・ユニオン映画制作による一連のシリーズを手掛けた。
1975年以降は同局のテレビアニメを一任され、『ガンバの冒険』『元祖天才バカボン』『ルパン三世 (TV第2シリーズ)』などを企画した。
『ルパン三世』では、音楽に石立主演のドラマで縁があった大野雄二を抜擢したほか、石川五ェ門役、峰不二子役の変更を要望し井上真樹夫、増山江威子を起用するなど、後続のシリーズにも影響を与えた。また、前番組が『元祖天才バカボン』だったことで『ルパン三世 (TV第1シリーズ)』よりギャグを中心に子供にも配慮した作風にしたほか、若い視聴層を意識しスタッフに若手を取り込むなどの工夫を凝らしたという。吉川は後年、『ルパン三世』の魅力について「あの5人それぞれに、滅びることのない、確固たる個性がある」と答え、個々に独立しているが何か結ばれている人間関係を挙げたほか、「（ルパン三世役の）山田康雄さんなしでは考えられません。何をやっても許される、憎めないというか、とにかく“愛嬌”というものがある。そこがこの作品全体の最大の魅力だったと思います」と語っている。

## 主な作品

### テレビドラマ
- 颱風とざくろ（1969年） - プロデューサー
- ゴールドアイ（1970年） - プロデューサー
- おひかえあそばせ（1971年） - プロデューサー
- 気になる嫁さん（1971年 - 1972年） - プロデューサー
- パパと呼ばないで（1972年 - 1973年） - プロデューサー
- 雑居時代（1973年） - プロデューサー
- 水もれ甲介（1974年 - 1975年） - 企画
- 気まぐれ天使（1976年 - 1977年） - 企画
- 気まぐれ本格派（1977年 - 1978年） - 企画
- おてんば宇宙人（1981年） - 企画
- 若草学園物語（1983年） - 企画

### テレビアニメ
- ガンバの冒険（1975年） - 企画[2]
- 元祖天才バカボン（1975年 - 1977年） - 企画[3]
- 家なき子（1977年 - 1978年） - 企画[4]
- ルパン三世 (TV第2シリーズ)（1977年 - 1980年） - 企画[5]
- 100万年地球の旅 バンダーブック（1978年） - プロデューサー[6]
- 宝島（1978年 - 1979年） - 企画[7]
- 新・エースをねらえ!（1978年 - 1979年） - 企画[8]
- 海底超特急マリンエクスプレス（1979年） - 企画[9]
- フウムーン（1980年） - 企画[10]
- 太陽の使者 鉄人28号（1980年 - 1981年） - 企画[11]
- あしたのジョー2（1980年） - 企画[12]
- 鉄腕アトム（1980年 - 1981年） - 企画[13]
- どんべえ物語（1981年） - 企画
- ブレーメン4 地獄の中の天使たち（1981年） - 企画[14]
- 燃える男 長島茂雄 栄光の背番号3（1981年） - 企画
- 海底大戦争 愛の20000マイル（1981年） - 企画
- キャプテン（1981年） - 企画
- 新・ど根性ガエル（1981年 - 1982年） - 企画[15]
- 六神合体ゴッドマーズ（1981年 - 1982年） - 企画[16]
- 忍者マン一平（1982年） - 企画[17]
- 魔境伝説アクロバンチ（1982年） - 企画
- ゲームセンターあらし（1982年） - 企画